# Johannes Kotkas
Johannes Kotkas (Kodijärve, 3 de febrero de 1915-Tallin, 8 de mayo de 1998) fue un luchador estonio. En los Juegos Olímpicos de Helsinki 1952 ganó la medalla de oro del peso pesado en lucha grecorromana, bajo representación de la Unión Soviética.

## Biografía
Johannes Kotkas nació en 1915 en la villa de Kodijärve (Estonia), y al terminar la Primera Guerra Mundial toda la familia se trasladó a Tartu. De joven mostró interés por la gimnasia y la halterofilia, pero terminaría decantándose por la lucha grecorromana. Con tan solo 21 años llegó a su primera final del campeonato estonio de lucha, y cayó derrotado en el peso pesado por el medallista olímpico Kristjan Palusalu.
El luchador tuvo que trasladarse a Tallin en 1937 para entrenar en buenas condiciones, compaginando el deporte con un empleo bancario. Después de ganar el título del peso pesado de grecorromana en 1938, tuvo una actuación destacada en el Campeonato Europeo con dos medallas de oro consecutivas: Tallin 1938 y Oslo 1939. A partir de los años 1940 no tuvo rival: a nivel estonio logró 22 campeonatos (14 de grecorromana y 8 en lucha libre), a los que deben sumarse 12 oros en torneos soviéticos y otro título europeo en 1947. Su actividad deportiva no se limitaba a la lucha: fue también campeón estonio de halterofilia (1946), lanzamiento de martillo (1950) y sambo (1951).
Durante la Segunda Guerra Mundial, Kotkas combatió por el octavo regimiento estonio de rifles del Ejército Rojo. Además de competir en los torneos soviéticos y consolidar su dominio, fue vicepresidente del Comité Olímpico de la RSS de Estonia desde 1944 hasta 1946.
El mayor logro deportivo fue la medalla de oro en los Juegos Olímpicos de Helsinki 1952, los primeros que disputaba la URSS, en la categoría del peso pesado de grecorromana (+87kg). Un año más tarde, Kotkas obtuvo la medalla de plata en el Campeonato Mundial de Lucha de 1953, su último gran torneo internacional.
Tras retirarse en 1960, fue condecorado con la Orden de Lenin y siguió vinculado a la lucha como seleccionador estonio, árbitro internacional y entrenador. El Comité Olímpico de Estonia le nombraría miembro de honor tras su reactivación en 1989, la Federación Internacional de Luchas Asociadas (FILA) le concedió su máxima distinción, y el ayuntamiento de Tallin le nombró ciudadano ilustre.
Kotkas falleció en Tallin el 8 de mayo de 1998, a los 83 años.

## Palmarés internacional
| Juegos Olímpicos   | Juegos Olímpicos      | Juegos Olímpicos | Juegos Olímpicos |
| Año                | Lugar                 | Medalla          | Categoría        |
| ------------------ | --------------------- | ---------------- | ---------------- |
| 1952               | Helsinki, Finlandia   | Medalla de oro   | +87 kg           |
| Campeonato Mundial |                       |                  |                  |
| Año                | Lugar                 | Medalla          | Categoría        |
| 1953               | Nápoles, Italia       | Medalla de plata | +87 kg           |
| Campeonato Europeo |                       |                  |                  |
| Año                | Lugar                 | Medalla          | Categoría        |
| 1938               | Tallin, Estonia       | Medalla de oro   | +87 kg           |
| 1939               | Oslo, Noruega         | Medalla de oro   | +87 kg           |
| 1947               | Praga, Checoslovaquia | Medalla de oro   | +87 kg           |